# カワイハエ

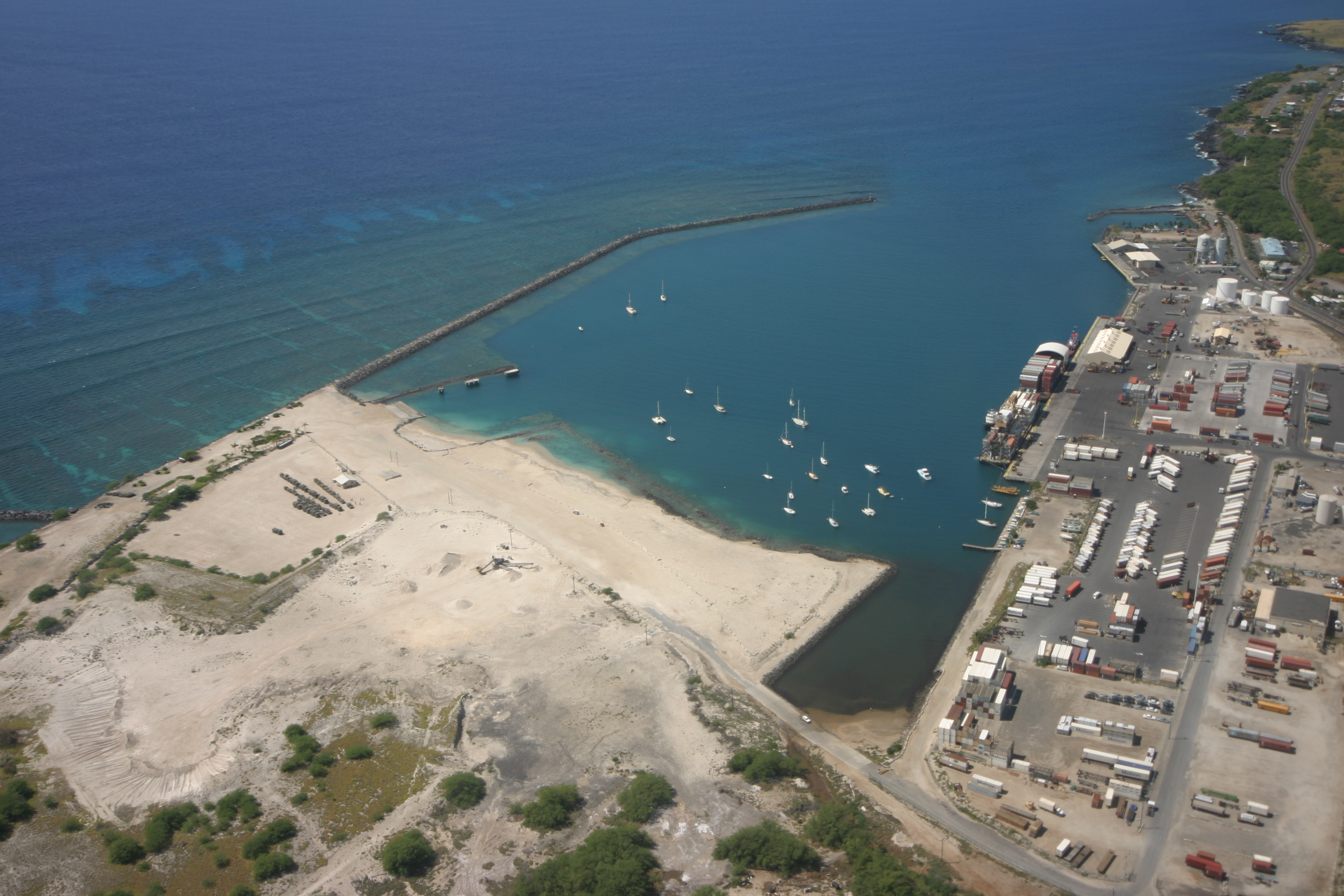
カワイハエ港の空中写真

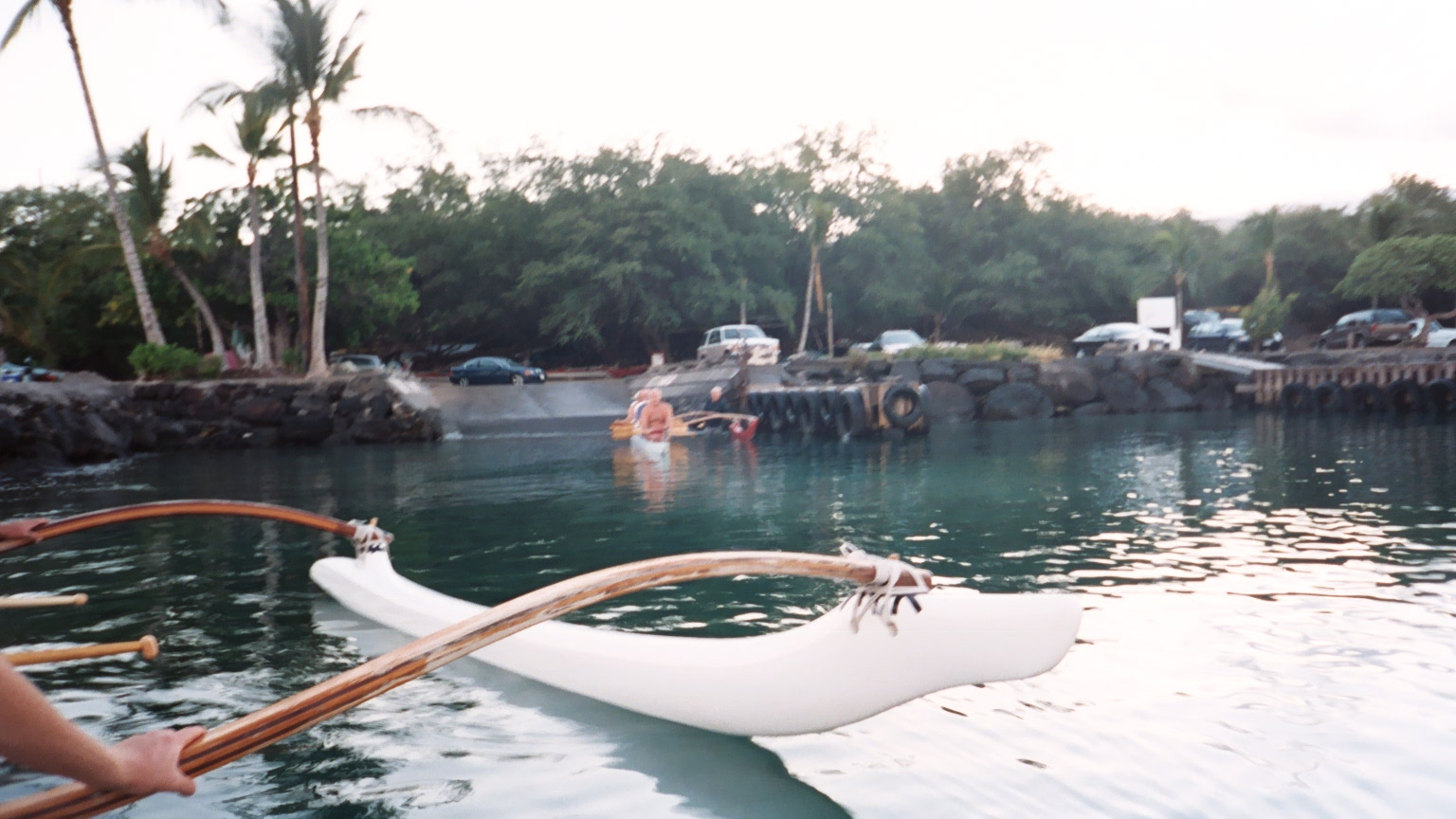
カワイハエ・カヌー・クラブのアウトリガーカヌー

カワイハエ（英語: Kawaihae）はアメリカ合衆国ハワイ州ハワイ島の北西のサウス・コハラにある町で、喫水の深い船も接岸できる港がある。

## 概要
カワイハエはアメリカ合衆国ハワイ州ハワイ島の北西のサウス・コハラにある町である。ハワイ島ではヒロに次いで喫水の深い船も接岸できる港があるので、ハワイ島の住民用やアメリカ軍用の油槽も置かれている。 

## 交通
ハワイ島西部の中心地であるカイルア・コナからハワイ州道190号線で北へ向かい、カワイハエ付近で東へ折れる所でハヴィへ向かうハワイ州道270号線に入り、港はすぐ左にある。 

## 観光
街のすぐ南にカメハメハ大王に関連したプウコホラ・ヘイアウ国立歴史サイトがある。  ここから北へ向かう州道270号線の海岸には冬季（12月～3月）には鯨が沖合いに集まるので、遠くに潮吹きをしばしば見ることができる。